# Ammodytes personatus
Ammodytes personatus är en fiskart som beskrevs av Girard, 1856. Ammodytes personatus ingår i släktet Ammodytes och familjen tobisfiskar. Inga underarter finns listade i Catalogue of Life.

## Bildgalleri

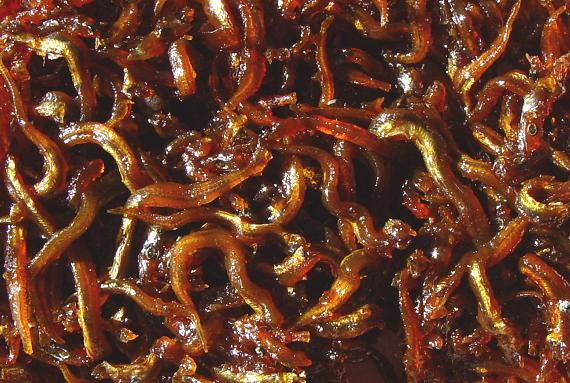
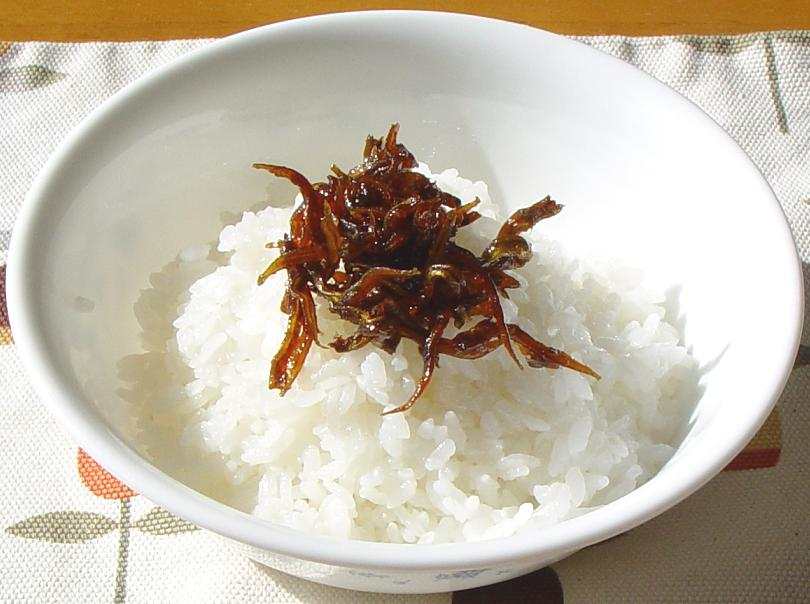
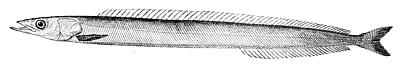
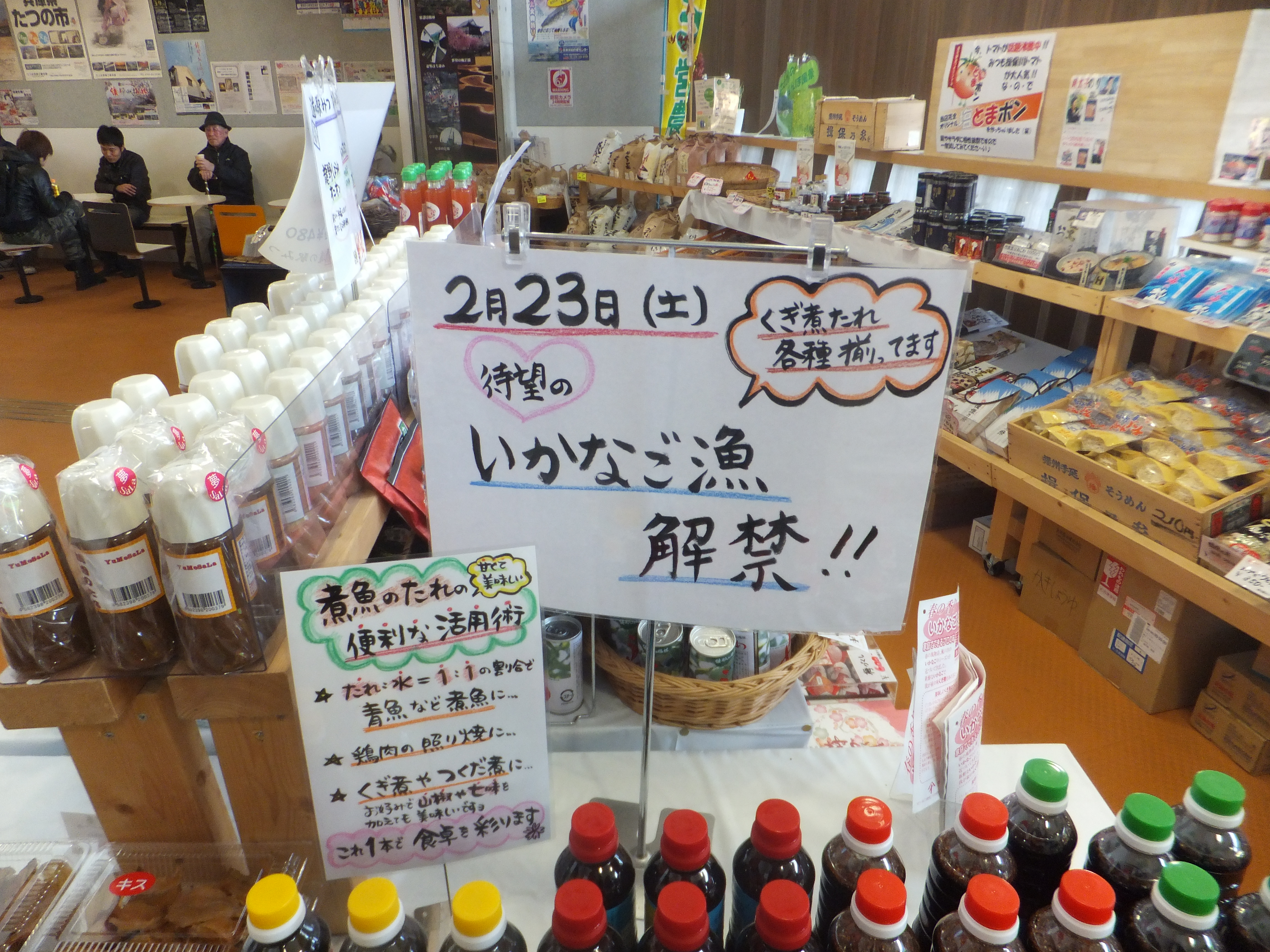
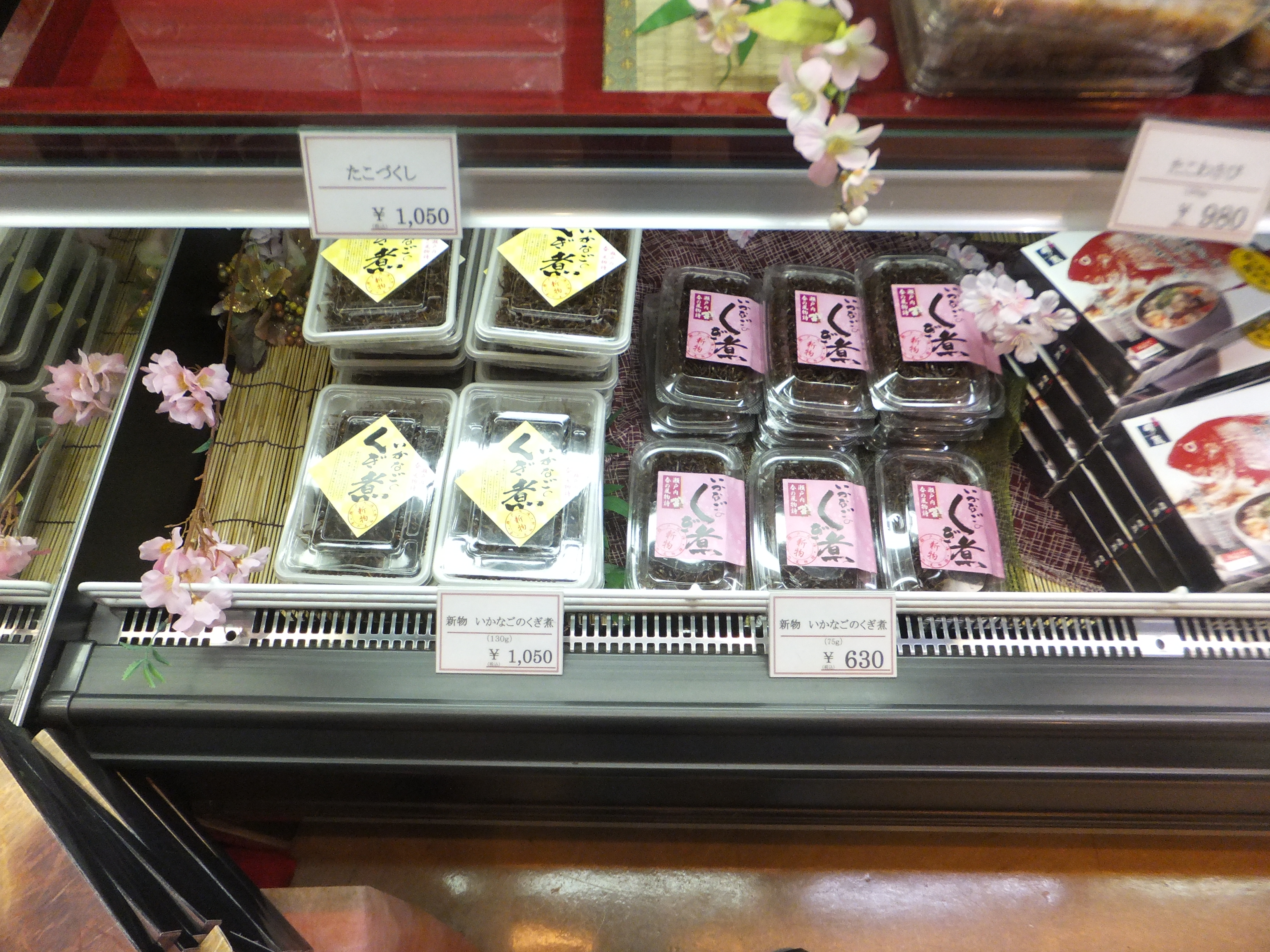
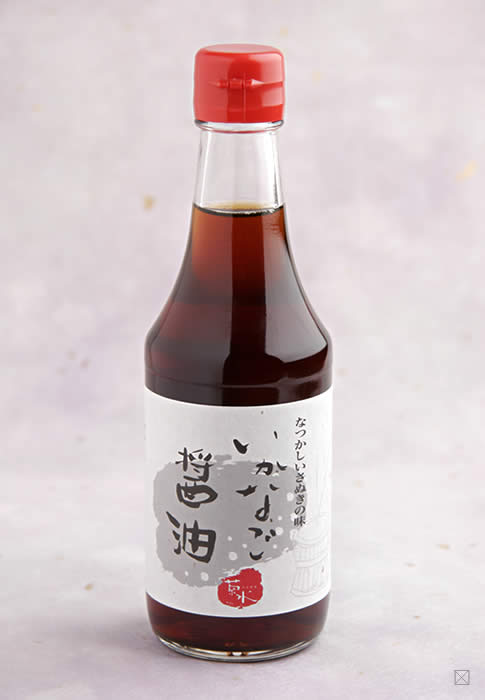